# Kugellabyrinth

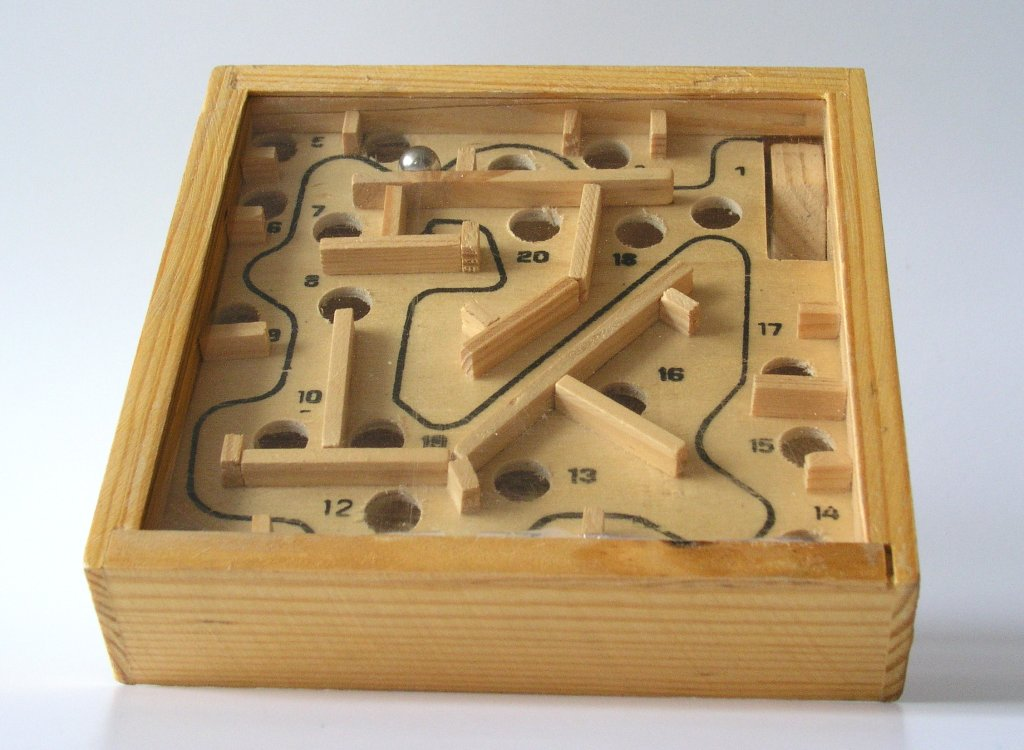
Ein zweidimensionales Kugellabyrinth

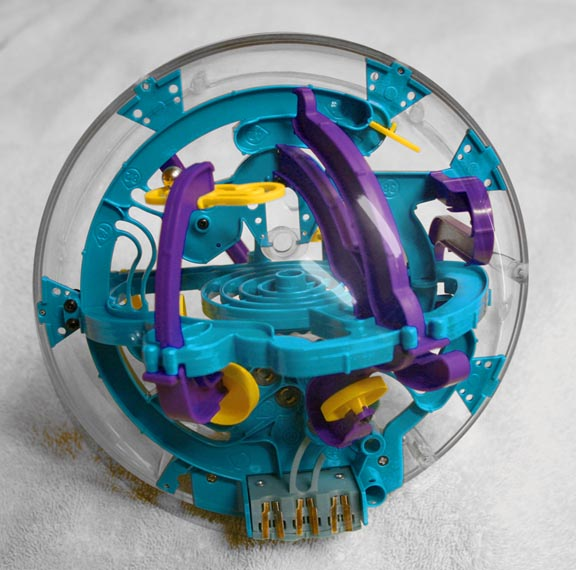
Dreidimensionales Geschicklichkeits-Spiel

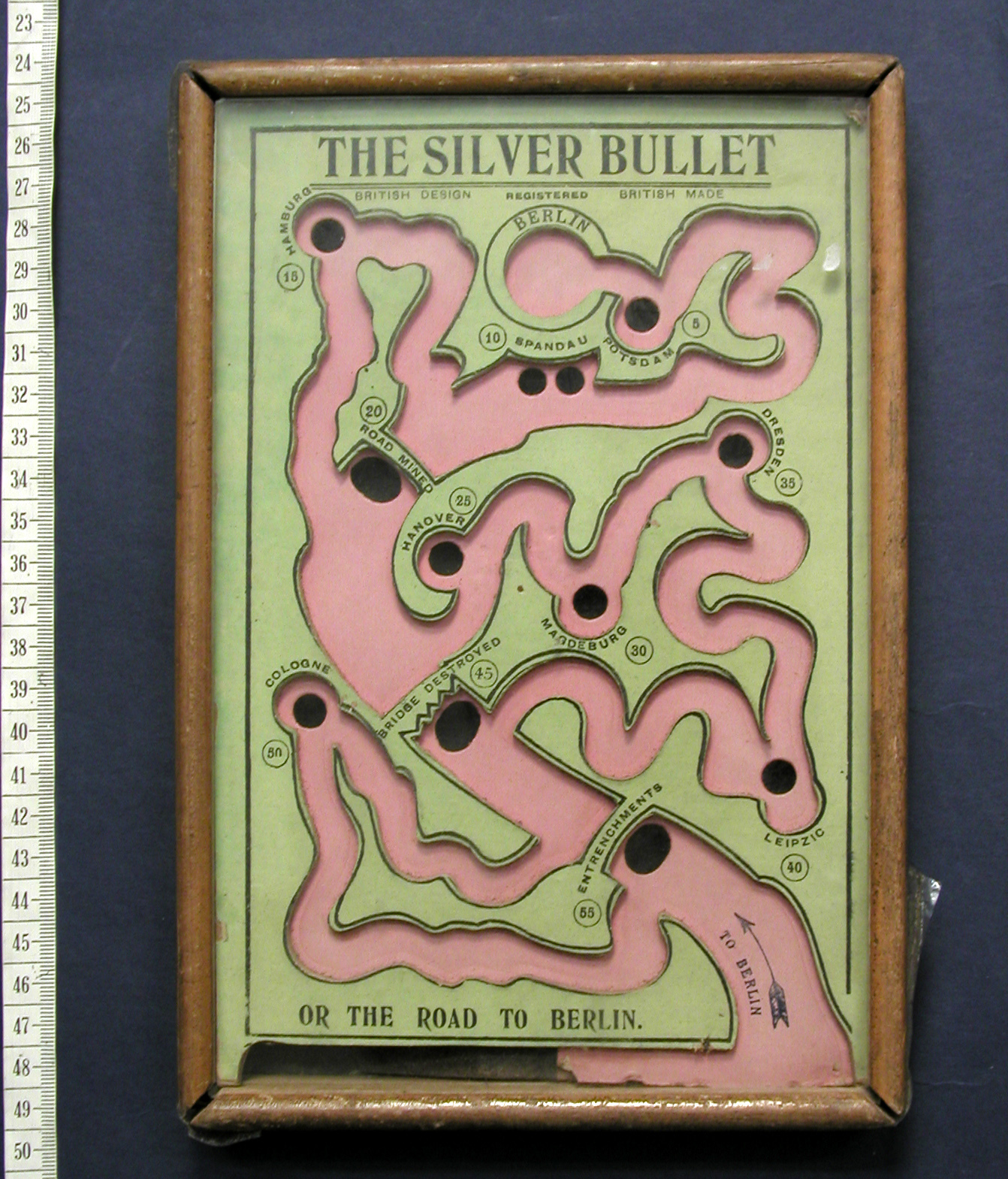
Geschicklichkeitsspiel "The Silver Bullet" aus der Zeit des Ersten Weltkriegs. Britisches Exponat aus der Sammlung des Auckland War Memorial Museum.

Ein Kugellabyrinth ist ein Geschicklichkeitsspiel, bei dem eine kleine Kugel, welche meist aus Stahl besteht, durch ein Labyrinth zu einem oder mehreren Zielpunkten, manchmal auch via gewisse Pfade, gelotst werden muss. Zweidimensionale Labyrinthe, die häufig mit Holz angefertigt wurden, lassen sich mindestens bis an den Anfang des 20. Jahrhunderts zurückverfolgen. Zu Beginn des 21. Jahrhunderts etablierten sich auch dreidimensionale Kugellabyrinthe auf dem Markt, welche unter anderem als Perplexus bezeichnet werden.

## Zweidimensional
Das Labyrinth befindet sich auf einer Fläche. Manche Modelle, die in vielen Fällen aus Kunststoff bestehen, werden direkt in Händen gehalten, sie können auch eine durchsichtige Abdeckung haben, die verhindert, dass die Kugel aus dem Labyrinth fallen kann. Andere, meist hölzerne, Modelle sind in einem Apparat angebracht und lassen sich z. B. über Drehknöpfe bewegen.
Indem man die Neigung der Fläche verändert, steuert man eine Kugel durch das Labyrinth, um sie von einem Startpunkt zu einem Zielpunkt zu bringen.

## Dreidimensional
Das Labyrinth befindet sich im Inneren einer durchsichtigen Plastikkugel, sodass die Metallkugel nicht direkt manipuliert werden kann. Der Spieler versucht vielmehr, die Metallkugel nur durch das Drehen der äußeren Plastikkugel durch das Labyrinth zu manövrieren. Das Labyrinth selbst ist aus schmalen Kunststoffbahnen, -schüsseln und -gittern zusammengesetzt, die nacheinander durchlaufen werden müssen. Dabei müssen verschiedene Hindernissen überwunden werden, die alle drei Dimensionen einbeziehen.
3D-Kugellabyrinthe existieren in verschiedenen Größen und Schwierigkeitsgraden. Sie werden unter Namen wie "Perplexus", "Addict-A-Ball", "Magic Maze" oder "Maze Ball" vertrieben.

## Computerspiel
Kugellabyrinthe wurden insbesondere in den 1980ern auch als Computerspiel umgesetzt, bei dem man eine Kugel durch Kippen der Bahn mit Hilfe eines Joysticks, einer Maus, eines Trackballs oder der Wii-Fernbedienung durch verschiedene Parcours lenkt. Die virtuelle Kugel ist dabei Einflüssen wie Beschleunigung, Verzögerung, Stoß gegen eine Wand oder Sturz in einen Abgrund ausgesetzt. Die bekanntesten Umsetzungen sind:
- Marble Madness (für Atari und Amiga)
- Marble Maze (für Tandy TRS-80 Color Computer)
- Neverball (für Windows, Linux, FreeBSD, Mac OS X und Dreamcast)
- Trackballs für Linux und Windows
- Gyroscope (für C64, 1985 von Catalyst Coders)
- Spindizzy (für C64, Schneider CPC464 und CPC6128, 1986 von Electric Dreams)
- Super Monkey Ball (Sega)
- Katamari Damacy
- Kororinpa (für Wii von Hudson)
- Hamsterball für Windows
- Oxyd (entfernt damit verwandt)
- Rock'n'Roll (für Amiga)